# 僧善會
僧善會，五代十国僧人，俗姓廖，清远（今广东省清远市）人。
他九岁时跟随父亲客游潭州（今湖南省长沙市），在龙牙山出家。后来到江陵（今湖北省荆州市）听经。于是参拜华亭僧德诚，受到很大的禅悟。回去之后，住在峡山。后来他的事迹没有记载。